# Jan Nieuwenburg
Jan Nieuwenburg (Haarlem, 15 oktober 1967) is een Nederlands jurist, politicus en bestuurder. Hij is lid van de PvdA. Sinds 17 mei 2016 is hij burgemeester van Hoorn.

## Maatschappelijk leven
Na een studie staats-, bestuurs- en arbeidsrecht in Amsterdam werd Nieuwenburg gevechtsinlichtingenofficier bij een tankbataljon in 't Harde. Later ging hij werken als jurist bij Cordaan in Amsterdam. Hij vervulde diverse maatschappelijke functies, zo was hij voorzitter van Stichting Scouting Hildebrand in Haarlem. Naast het burgemeesterschap werd hij voorzitter van de raad van toezicht van PVO Noord-Holland en bestuursvoorzitter van het BPD Cultuurfonds.

## Politiek leven
Nieuwenburg is in 1998 in Haarlem gestart als gemeenteraadslid namens de PvdA en hij was daar aansluitend van 2006 tot 2014 wethouder van economie, volkshuisvesting, onderwijs, jeugdbeleid, sociale zaken en deregulering en wijkwethouder van Schalkwijk. Van 2015 tot 2016 was hij Statenlid van Noord-Holland. In 2015 was hij korte tijd wethouder van Hoorn en in 2016 volgde er zijn benoeming tot burgemeester per 17 mei 2016. Hij werd er verantwoordelijk voor openbare orde & veiligheid, handhaving, drank- en horecawet, integriteitsbeleid, juridische zaken & bestuurszaken, regionale samenwerking, communicatie & dienstverlening, inkoop & aanbesteding, bestuurlijke vernieuwing en lobby & public affairs.

## Privéleven
Nieuwenburg werd geboren in het Florakliniek in Haarlem. De eerste twintig jaar van zijn leven bracht hij door in Afrika, Zuid-Amerika, Hoofddorp, Vijfhuizen en Heemstede. Daarna woonde hij twintig jaar in de binnenstad van Haarlem en tien jaar in de Haarlemse Schalkwijk. In 2016 verhuisde hij naar Hoorn. Hij is getrouwd en heeft drie dochters.